# チグゥ
チグゥ・キュレゲン（モンゴル語: Čiγu Küregen,? - ?）とは、13世紀初頭にモンゴル帝国に仕えたコンギラト部出身の千人隊長の一人。
『元朝秘史』などの漢文史料では赤古(chìgŭ)古咧堅/赤渠(chìqú)駙馬/赤駒(chìjū)駙馬/赤窟(chìkū)駙馬、『集史』などのペルシア語史料ではجیکو كوركان(jīkū gūrkān)もしくはشیکو كوركان(shīkū gūrkān)と記される。

## 概要

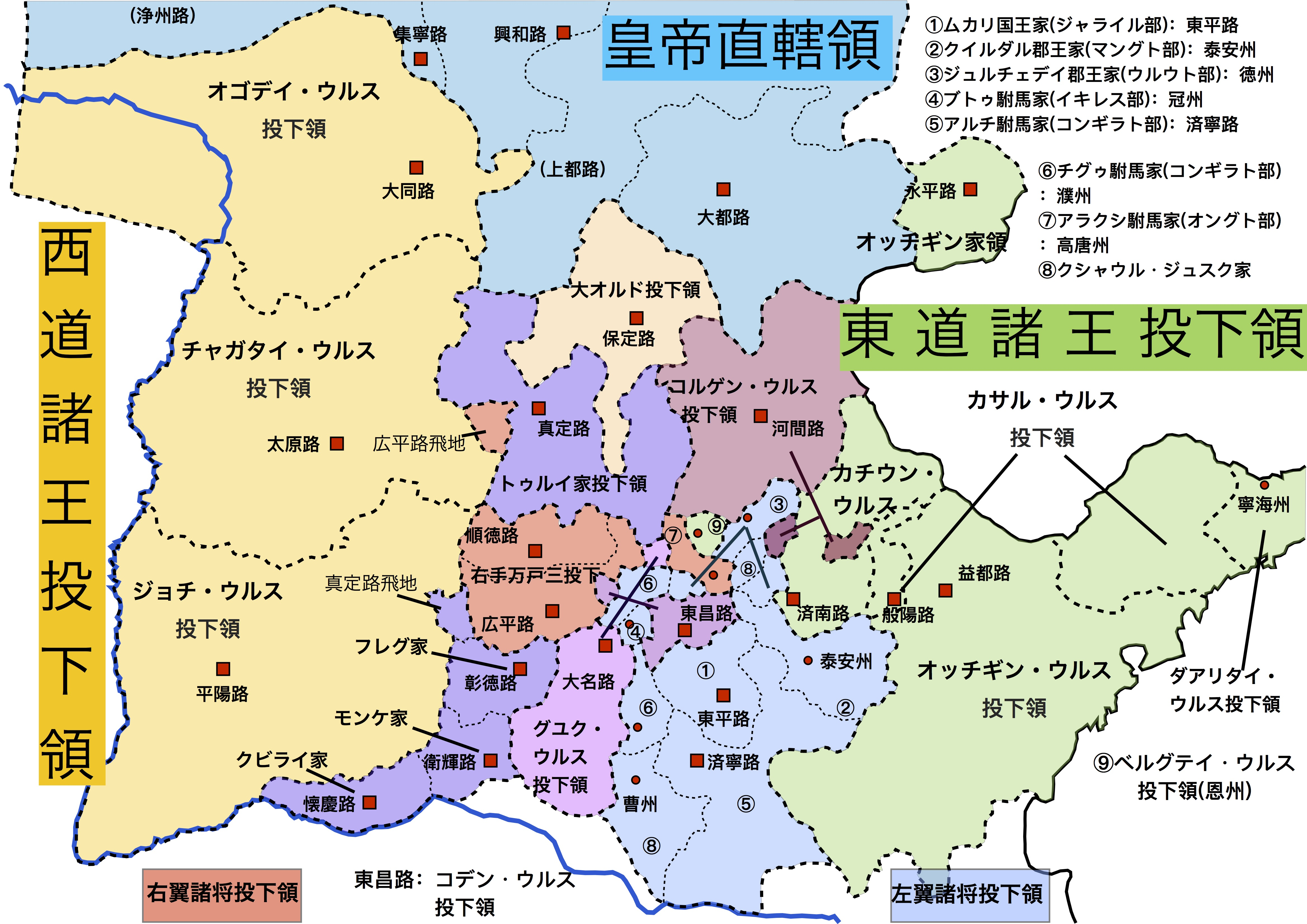
モンゴル時代の華北投下領。中央部⑥がチグゥ家の領地濮州

『集史』によると、チグゥはコンギラト部族長のアルチ・キュレゲンの息子で、チンギス・カンの娘トマルンを娶って「キュレゲン（駙馬/婿）」を称した人物であったという。ただし、『集史』は「アルチ・キュレゲンの息子でトマルンの夫」に当たる人物の名前が場所によってバラバラで、シク・キュレゲンやキュレゲン・キュレゲンと表記されることもある。この内、「シク・キュレゲン(shīkū gūrkān)」を『元朝秘史』の功臣表で83位に列せられる「アシク・キュレゲン（阿失黒古咧堅）」とする説もある。一方、『聖武親征録』/『元史』といった漢文史料では一貫して「チグゥ（赤古/赤渠/赤駒/赤窟）」と表記されており、「トマルンの夫」の名前は「チグゥ」とするのが正しいと考えられている。
チンギス・カンはチグゥに対し、自らの娘トマルンを嫁がせると同時に4つのコンギラト千人隊をチグゥに委ね、西寧州（現在の青海省西寧市一帯）に派遣した。これ以後、チグゥ家はコンギラト本家から離れて西寧一帯に独立したウルスをかまえるようになる。
アルチ・キュレゲンの息子チグゥとチンギス・カンの娘トマルンの婚姻と並行してアルチ・キュレゲンの娘オキ・フジンとチンギス・カンの息子ジョチの婚姻も行われており、これは「姉妹交換婚」として対となる婚姻であると考えられている。しかし、ジョチ家はチグゥ家の領地（西寧州）から遠く離れたキプチャク草原を本領としたため、ジョチ家とチグゥ家の婚姻は続かなかった。一方、トルイの息子ジョリケは「アルチ・キュレゲンの孫娘」ブルガイを娶ったと記録されているが、これはチグゥの娘を指しているのではないかと考えられている。
チグゥはチンギス・カンによる金朝遠征にも従軍し、チンギス・カンの末子トルイとともに徳興を攻略したことが記録されている。チグゥが金朝遠征でトルイと行動をともにしたことは『モンゴル秘史』/『聖武親征録』/『元史』/『集史』といった諸史料が一致して伝えているが、その年代については史料ごとに異なる。これ以後のチグゥの動向は不明である。

## 子孫
モンゴル帝国の第2代皇帝オゴデイは金朝を征服した後、征服地を「投下領」として諸王・勲臣に分配した（丙申年分撥）が、この時チグゥは濮州に領地・領民を与えられた。東平府の旧名鄆州にちなんでチグゥ家に嫁いだチンギス・カン家の女性は「鄆国公主」と呼ばれるようになり、チグゥ家の投下領は「鄆国公主位」という名義で管理されるようになった。
『元史』巻109表4諸公主表によるとチグゥ家は代々チンギス・カン家との婚姻を続けていたようで、チグゥの孫カイドゥは甕吉八忽公主を、その甥アイ・ブケは采真公主を、その息子ジャンギは鄆国大長公主忙哥台を、その弟トク・テムルは大長公主桑哥不剌を、それぞれ娶っている。
また、チグゥ家にはトク・テムル以降「駙馬濮陽王」「岐王」という王号を与えられており、トク・テムルの後は瑣南管卜なる人物が岐王位を継いだ。岐王瑣南管卜は隣接するコデン・ウルス当主イェス・エブゲンと所領争いを起こしたことが記録されている。

## コンギラト部チグゥ家（鄆国公主駙馬）
- アルチ・キュレゲン（Alči Küregen ＞阿勒赤古咧堅/ālèchì gŭliējiān,الجی كوركان/Āljī kūrkān）
  - チグゥ・キュレゲン（Čiγu Küregen ＞赤古古咧堅/chìgŭ gŭlièjiān,جیکو كوركان/Jīkū kūrkān）
    - ブルガイ・カトン（Bulγai qatun ＞忙哥/mánggē,Būlghī khātūn）
    - 佚名
      - カイドゥ（Qaidu ＞懐都/huáidōu）
      - アイ・ブケ（Ai büke ＞愛不哥/ài bùgē）
        - 寧濮郡王ジャンギ（J̌anggi ＞昌吉/chāngjí）
        - 岐王トク・テムル（Toq temür ＞脱脱木児/tuō tuōmùér）